# 台州府文庙
28°50′53″N 121°06′38″E / 28.84802°N 121.11043°E
台州府文庙位于中国浙江省台州临海市古城街道回浦路西端，原台州府治（今台州医院）东南一百步，始建于北宋，原为设于府治后的宣圣庙，康定二年（1041）增设州学并迁至今址。
文庙布局原前庙后学，今中轴线上依次为大成门五间（东为名宦祠，西为乡贤祠，各三间）、大成殿五间（前有东西庑各五间）、明伦堂五间和启圣祠三间，大成殿建于清康熙五十一年至五十六年（1712-1717），重檐歇山顶，其余建筑大部分为2002年7月至2005年1月临海市政府投资2600万重建。